# Раб (город)
Раб (хорв. Rab) — город в Хорватии, древнейшее поселение одноимённого острова. Население — 554 человека (2001). Раб, несмотря на статус города, не является крупнейшим населённым пунктом острова и уступает по численности населения ряду посёлков. Город расположен на длинной и узкой косе в центральной части острова на юго-западном побережье.

## История

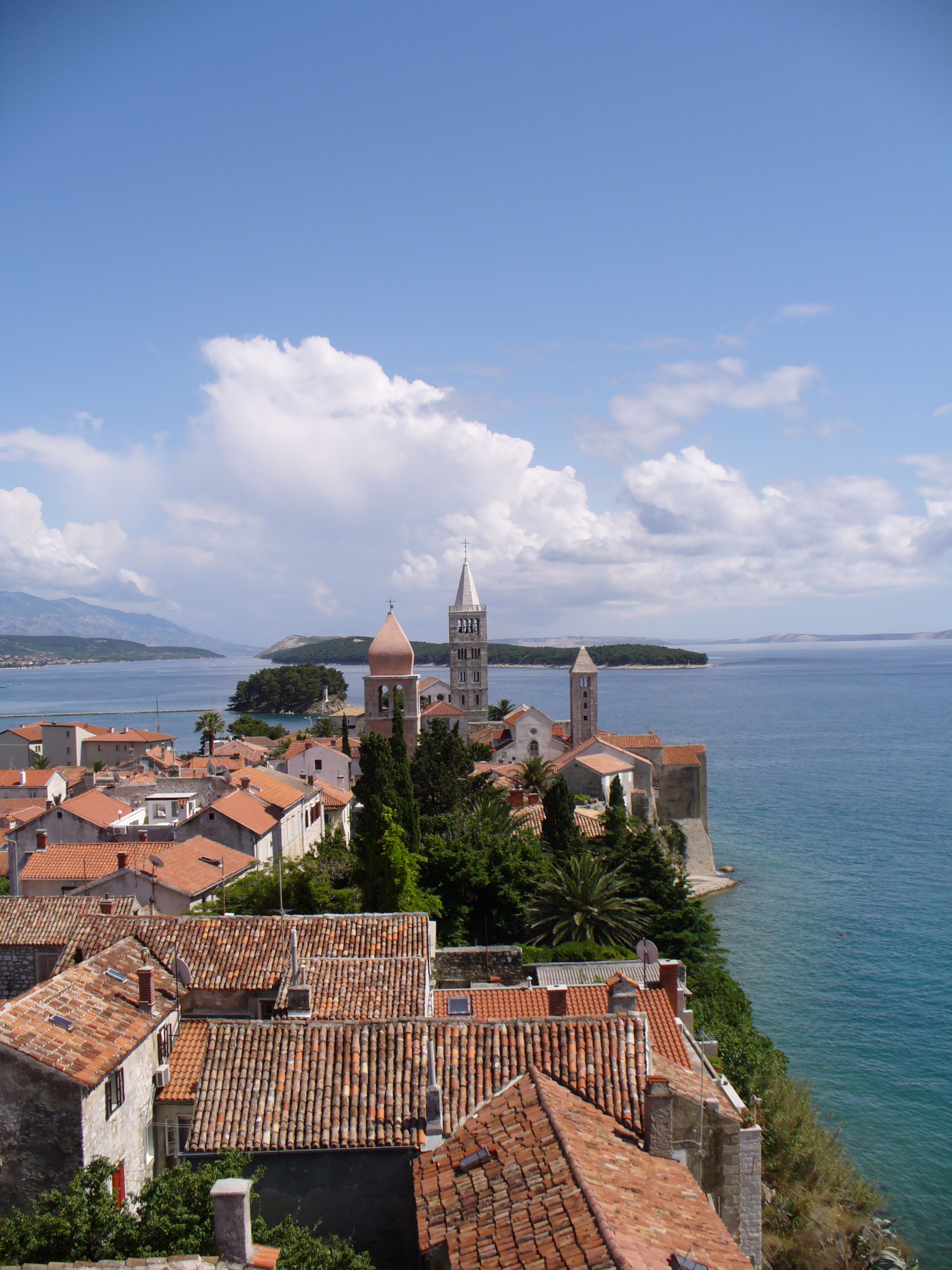
Старый город

Раб — один из древнейших городов Адриатики. Следы существования поселения здесь прослеживаются с IV века до н. э., когда здесь жили иллирийцы. С III века до н. э. по VI век н. э. оно принадлежало Римской империи и называлось «счастливым» (Felix Arba). Во времена императора Августа превратилось в укреплённый порт. В IV веке в городе (по другой версии, в посёлке Лопар) родился святой Марин, основатель Сан-Марино, бежавший из Раба из-за преследований, которым подверглись христиане в период правления Диоклетиана.
В Средние века Раб был епископской кафедрой, здесь был построен бенедиктинский монастырь. В XV веке был полностью перестроен по плану знаменитого архитектора Юрая Далматинеца.
Старый город окружён стенами, строительство которых началось в XII веке. В старом городе сохранилось множество старинных церквей и других зданий — бенедиктинская церковь св. Андрея (XI век), св. Марии (XII век), св. Иустины (XVI век), княжеский дворец (XIII век).

## Города-побратимы
- Кочевье[вд], Словения
- Кёнигсбрунн, Германия
- Сан-Марино, Сан-Марино
- Сежана, Словения